# Tōdai-ji Daibucu
Tōdai-ji Daibucu ili Buda Rošana iz 752. godine je daibucu (Oriješki brončani Buda) iz grada Nare visok 18 metara (14.98 metara bez postolja) i težak oko 500 tona.
- Visina : 14.98 metara
- Lice : 5.33 metara
- Oči : 1.02 metara
- Nos : 0.5 metara
- Uši : 2.54 metara

Kip se nalazi u samostanu Todaiji u Nari i svoj postanak zahvaljuje carevu zavjetu. Još se zna da su pri lijevanju kipa utrošili 18.656 hvati drvenog uglja, da je za pozlatu trebalo 10.446 unci zlata, da je za radove bio odgovoran Kuninaka no Murai Kimimaro, unuk nekog doseljenog Kineza. Ali se ne zna kako je taj daibucu prvobitno izgledao. 
Tijekom stoljeća bio je četiri puta djelomično uništen i ponovno obnovljen. Samo lotosovo sjedalo promjera od 21 m potječe iz prvotnog vremena. Povjesničari umjetnosti ocjenjuju današnji kip, koji potječe iz godina 1701. – 1708., kao "odvratnu i smiješnu karikaturu".

## Poveznice
- Japanska umjetnost
- Buda iz Kamakure